# 可久镇
可久镇，是中华人民共和国四川省宜宾市高县下辖的一个乡镇级行政单位。

## 行政区划
可久镇下辖以下地区：
永兴社区、龙口村、永安村、中寨村、华家村、大坝村、高坡村、菊花村、金龙村、进步村、永和村、清潭村、民治村、高岭村、民主村、红花村、星山村、红意村、团包村、屋基村和双凤村。